# The Glücks
The Glücks zijn een garagerockduo uit Oostende die bestaat uit het koppel Tina Ghillebert (drums) en Alek Pigor (gitaar).
De band speelde onder meer op Pukkelpop en Incubate.
In 2015 verscheen het eerste volwaardige album Blow My Mind. Bij de opnames van het vervolgalbum Youth on stuff was Peter Van de Veire geluidstechnicus.

## Discografie
- 2014 Barefoot Sessions (12)
- 2015 Blow My Mind (Oddie Records)
- 2016 Youth On Stuff (Monstrophonic)